# 清华大学军乐队

清华大学军乐队队标

清华大学军乐队（英語：Tsinghua University Military Band，缩写为）是北京清华大学的一支管乐合奏团体，主要由在读学生所组成。乐队创立于1916年，是中国大陆现存历史最悠久的西洋管乐团之一，1920年时任队长梁思成开始进行梯队建设，目前清华大学军乐队是一支拥有三个梯队近200名队员的一支交响管乐队。清华大学军乐队现为清华大学学生艺术团旗下12支学生艺术团体中的一支。

## 历史沿革

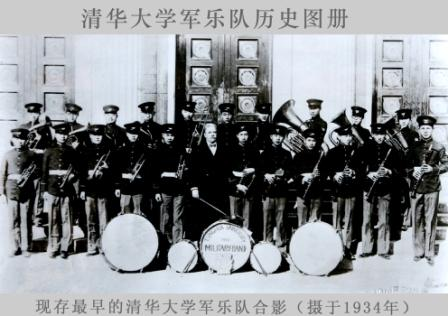
清华大学军乐队现存最早的合影（1934年）

清华大学军乐队最初的筹备工作开始于清华学堂成立后的第五年。1916年，为配合学生的体育军操，学校决定成立军乐队，以鼓舞学生士气并使得军操更为正规化。同年校方委托李松涛从美国购进管乐器30件，由李仲华与马约翰负责挑选学生进行训练。1917年3月军乐队正式成立。
抗日战争期间，由于清华大学与北京大學、南開大學联合移至昆明西南联大，军乐队自1937年起中止活动，并于1948年复队。
1966年至1978年期间，乐队由于文化大革命的影响一度中止活动。文革结束后．乐队在几年的时间内恢复了之前的组织规模与业务水平。从上世纪八十年代至今，乐队在各级各类比赛中屡获殊荣，在1999年“全国大学生艺术节”、2005年“首届全国大学生艺术展演”和2013年“第四届北京大学生艺术展演”中均获一等奖。 
2008年4月，军乐队作为中国第一支进入国家大剧院的非职业交响管乐队参与了“青春奥运·精彩北京”的演出。
2016年4月，军乐队在新清华学堂隆重举行百年队庆音乐会，上千名老队友及支持关心军乐队发展的各界人士出席。

## 乐队编制与组织
清华大学军乐队现今有近二百名队员，来自学校的各个专业系所和年级。大致按年级分为三个梯队：学员队、二队、一队。队员中约70%是没有管乐演奏经验的普通学生，10%是有管乐演奏特长的艺术特长生。
现今的清华大学军乐队为标准的交响管乐队，以管乐器和打击乐器为主组成的合奏乐团。木管乐器声部包括长笛、短笛、单簧管、双簧管、萨克斯管、大管等乐器种类。铜管乐器声部由小号、短号、圆号、长号、小低音号和次中音号以及大号组成。打击乐器声部的常用乐器种类为小军鼓、大鼓、定音鼓、大钹、吊钹、爵士鼓、马林巴等。除此之外，还有低音提琴、竖琴等其他种类的乐器。
《军韵》是乐队的队刊，现已发行超过40期。

## 演出与比赛
乐队每年在学校内组织策划大量演出。包括9月的迎新生仪仗和迎新生音乐会，1月的新年音乐会，4月的校庆大游园，以及5月底的毕业沙龙等。乐队每年举办一次专场音乐会。除此以外，乐队不定期应邀参加国内外的访问演出，与世界各地来访的管乐团体进行交流演出以及学校、全市、全国级的庆典活动。
清华大学军乐队近期也多次参加全国性器乐比赛，并在其中获奖。

## 历任指挥与音乐指导
- 周乃森，自1953年起至1998年担任乐队指挥兼乐器指导老师
- 穆礼弟，自1980年至2013年担任乐队艺术总监兼黑管声部指导老师
- 程义明，解放军军乐团原副团长，曾任乐队音乐指导
- 朱汉城，自1984年至今担任乐队指挥
- 张海峰，解放军军乐团原团长，2006年客座指挥
- 刘翔，中央音乐学院指挥系学生，师从著名指挥家夏小汤，2016年至今任军乐队常任指挥

## 知名队友
- 黄自，作曲家和音乐教育家。
- 赵元任，语言学家、哲学家和作曲家。
- 应尚能，歌唱家、作曲家和音乐教育家。
- 周先庚，实验心理学家和教育家。
- 张肖虎，音乐教育家。
- 汪声裕，作曲家。
- 曹禺，著名和剧作家和戏剧教育家。
- 梁思成，著名建筑师和建筑学家。
- 秦馨菱，地球物理学家，中国科学院院士，中国工程院院士。
- 马国馨，建筑学家，中国工程院院士。